# ريبيكا كانترل
ريبيكا كانترل (بالإنجليزية: Rebecca Cantrell)‏ (1968)؛ كاتِبة وروائية أمريكية. درست في جامعة برلين الحرة.